# Carl Wunsch
Carl Wunsch, född 5 maj 1941 i Brooklyn, New York, är en amerikansk oceanograf. Fram till sin pensionering 2013 var han professor i oceanografi vid Massachusetts Institute of Technology, 1976–2012 som Cecil and Ida Green Professor of Physical Oceanography.
Wunsch har bland annat varit en pionjär för förståelsen av de fysikaliska processer som påverkar ljudutbredning i havet, inklusive havets temperatur.
En del av hans arbeten har bäring på klimatfrågor, inklusive havsströmmars påverkan på klimatet, och han medverkade i filmen Klimatförändringarna – en bluff? (The Great Global Warming Swindle). Han har dock tagit avstånd från det sätt som han återgavs i den färdiga versionen, och menar att hans uppfattningar redigerades på ett missvisande sätt och sattes in i ett felaktigt sammanhang.

## Utmärkelser
- James B. Macelwane Medal,  1971
- A.G. Huntsman Award for Excellence in the Marine Sciences,  1988
- Maurice Ewing Medal,  1990[5]
- Utländsk ledamot av Royal Society,  9 maj 2002[6]
- William Bowie-medaljen,  2006[7]
- Henry Stommel Research Medal
- Guggenheimstipendiet[8]

[Redigera Wikidata]